# Indrit Cullhaj
Indrit Cullhaj (* 16. Januar 1997 in Tirana) ist ein albanischer Judoka.

## Erfolge
Cullhaj nahm an den Olympischen Sommerspielen 2020 teil. Dort musste er sich bereits in der ersten Runde nach elf Sekunden geschlagen geben und erreichte somit nur den 17. Platz.